# 35. вечити дерби у фудбалу
35. вечити дерби у фудбалу је фудбалска утакмица одиграна у Београду 16. августа 1964. године, између Црвене звезде и Партизана. Утакмица се завршила резултатом 2 : 2 (1 : 2).